# VH1
VH1 è una rete televisiva a pagamento statunitense nata nel 1994 ed edita da Paramount Media Networks, quest'ultima sussidiaria del gruppo Paramount Skydance Corporation.

## Storia
VH1 è un canale satellitare che fu creato nel gennaio del 1985 negli Stati Uniti d'America dalla Warner-Amex Satellite Entertainment, all'epoca una divisione di Warner Communications (ora WarnerMedia) e amministratori di MTV. VH1 e i suoi canali spin-off fanno parte della Paramount Media Networks, divisione di Paramount Global.
Dopo quattro anni VH1 riuscì ad avere successo tra gli adolescenti, trasmettendo soprattutto video musicali che includevano artisti di fama come Bon Jovi, Tina Turner, Elton John, Sting, Diana Ross, Kenny G e Anita Baker. La speranza della rete era di raccogliere pubblico nella fascia d'età 18-35 anni e anche possibilmente più "anziana". Inoltre occasionalmente il canale trasmette degli speciali riguardanti l'hard rock e l'heavy metal, come ad esempio VH1 Rock Honors, che iniziò nel 2006.
Il canale ha anche storicamente trasmesso video della scena R&B e raramente mostra video rap od hip-hop. Il canale americano trasmette ancora videoclip, ma il palinsesto è occupato soprattutto da speciali (noto è quello dedicato a The Day the Music Died), retrospettive, programmi di gossip e reality show riguardanti il mondo delle celebrità e della pop culture, fra i quali i discussi The Surreal Life e il recente Celebrity rehab.

## Versioni estere
Nel 1994 viene lanciata una versione britannica (chiusa il 7 gennaio 2020), successivamente distribuita anche nel resto d'Europa. Dal 1995 il canale è stato disponibile anche in lingua tedesca. Nel 2002 viene creata una versione europea separata da quella britannica.
Dal 1º ottobre 2007 il canale, nella sua versione europea, è stato disponibile anche in Italia a pagamento sul satellite per i clienti Sky al canale 708, e anche su IPTV di Telecom Italia. Questa è sparita dalla piattaforma il 18 ottobre 2010, sostituita da MTV+.
La versione europea è stata ricevibile nel resto d'Europa con un unico palinsesto e ha continuato ad essere disponibile solo in altre nazioni sempre in forma criptata nei rispettivi bouquet di pay tv fino al 2 agosto 2021, quando ha chiuso definitivamente i battenti per far posto a MTV 00s.
Il 1º luglio 2016 iniziano le trasmissioni della versione italiana in chiaro sul digitale terrestre, andando a sostituire MTV Music sul canale 67 (poi 167).
Il 7 gennaio 2024 scompare anche la versione italiana di VH1 per il trasferimento su Pluto TV.

## Loghi

1985 - 1987
1987 - 1994
1994 - 2003
2003 - 2013
2013 - 2017
In uso dal 2017